# 焦实斋
焦实斋（1899年12月15日—1987年9月4日），名蕴华、幼名书院，字實齋，以字行，河北井陉人，中国近代政治人物。

## 生平
焦实斋出生于书香门第，1923年毕业于北京高等师范学校英语系。次年加入中国国民党。1928年起历任国民党河北省战地党务特派员、天津特别市教育局长、国民党天津市党部执行委员兼训练部长。1929年3月，被选为国民党三大代表。1930年起，先后出任河北大学教务长、民国大学教务长，并于1933年起兼任河北省立北平高级中学校长。1939年前往英国牛津大学留学，研究国际政治。1941年返国后，远赴印缅战场出任中国远征军外事组主任、中国驻印度加尔各答办事处主任。抗日战争结束后，跟随杜聿明前往东北，任东北保安司令部总顾问，筹办私立东北中正大学并任教务长。1948回到北平，担任北平师范大学教授兼总务长。同年被任命为国民党北平市党部主任委员，但他辞而不就。此后被傅作义任命为华北总部副秘书长、代行秘书长之职，参与了“北平和平解放”。
中华人民共和国成立后，焦实斋曾任政务院参事、国务院法规编纂委员会副主任、孙中山研究会会长等职。他是中国国民党革命委员会成员，曾任民革第三届中央候补委员，第四届中央委员，第五、六届中央常委，民革中央监察委员会副主席，民革中央宣传部长等。此外，他还是第二至四届全国政协委员，第五、六届全国政协常委。1987年在北京逝世，终年88岁。其骨灰盒被安放在北京八宝山革命公墓。